# 수타타 우돔실프
수탓따 우돔신(태국어: สุทัตตา อุดมศิลป์, 1997년 6월 5일 ~ )은 태국의 배우이다.

## 출연 작품
- 메이 후 ?  (2015)